# Auguste Chirac (écrivain)
Pour les articles homonymes, voir Auguste Chirac et Chirac.
Auguste Édouard Marie Victor Anaclet Chirac, dit Auguste Chirac né le 13 juillet 1838 à Marseille et mort le 10 octobre 1910 à Viroflay (Yvelines), est un journaliste, écrivain, homme politique et pamphlétaire socialiste. Il est également auteur dramatique, romancier et sociologue vers la fin de sa vie. 
Auguste Chirac ne doit pas être confondu avec son homonyme Auguste Chirac (1806-1884), général belge d'origine française, et non plus avec son contemporain Frédéric de Chirac (mort en 1905), fondateur du Théâtre réaliste, mélange de grand guignol et d'érotisme.

## Biographie
Auguste Chirac naît fils unique, à Marseille, dans une famille aristocratique ultra-catholique, composée de son père Joseph Chirac, administrateur général des Caisses d’épargne des Bouche-du-Rhône et de sa mère Louise Cornu-Lamonta. Il commence ses études avec un précepteur ecclésiastique, celui-ci le conduisant au lycée de Marseille tous les jours et lui servant de répétiteur. D’abord destiné à devenir prêtre par ses parents, Chirac se désintéresse vite de ses études et se met à écrire des poèmes, des chansons et des pièces de théâtre. Ses parents désespérés l’introduisent assez tôt dans les journaux catholiques mais Chirac encore une fois ne s’y intéresse pas et se trouve une passion pour la finance (notamment en lisant les chroniques journalistiques). Il est envoyé, comme pensionnaire, aux Jésuites d’Avignon, où il reste deux ans mais pour des raisons de santé, il est ramené à Marseille pour suivre les cours du Collège catholique, dirigés par des prêtres séculiers. Une fois ses examens passés, il est placé dans l’administration des lignes télégraphiques pendant qu’il réalise son droit, qu’il commence à Aix-en-Provence. Il quitte l’administration télégraphique pour aller étudier à la faculté de Paris.
Il arrive en 1860 dans la capitale et, recommandé par Jules Mirès (dont il aurait été le secrétaire), fait ses débuts dans La Presse par un article intitulé Enquête sur les traités de commerce de 1860 et celui-ci est si bien reçu que on lui confie le feuilleton financier du journal. Entre temps, il collabore à L’Exposition universelle illustrée de Francois Ducuing, et publie les « Lettres d’un Marseillais sur l’Exposition universelle de 1867 ». C’est aussi à ce moment que, après avoir collaboré au Monde artiste (littérature, théâtre, beaux-arts), il est mis en contacte avec la société des Arts Industriels. Chirac s’intéresse à cette société et en rédige son bulletin mensuel. Il inaugure en 1864, la première exposition indépendante d’Arts industriels, improvisée en trente-trois jours, qui pose les bases du futur Musée d’art industriel. L’exposition a un énorme succès et toute la Cour Impériale vient s’y promener. Pour son travail, Chirac devait recevoir la Légion d’honneur mais refusa de se conformer au principe selon lequel il fallait la demander à l’empereur et se résigna.
En 1871, Chirac se présente aux élections législatives des Bouches-du-Rhône sur une liste Républicaine modérée, lance le journal à 5 centimes La Constitution Républicaine, mais n’arrive pas à se faire élire. En 1872, il s’endette à cause de sa pièce de théâtre N’éveillez pas ma famille. Poursuivi par les créanciers, il doit vendre sa maison familiale et quitte le monde du théâtre. Il se replie alors sur sa carrière de journaliste en collaborant à de nombreux titres comme dans Le Centre gauche et La Presse où il s’occupe notamment des questions économiques et financières (il publie souvent sous le pseudonyme de "Ursus").

### Campagne antisémite et débuts dans le socialisme
A partir de 1876, Chirac entame une campagne de publications antisémites. En effet, il publie les livres "La haute banque et les révolutions" ainsi que Les mystères du Crédit: Le crédit foncier de la France où il s'attaque à "la banque juive" et aux agioteurs. Pour ces deux publications, il est poursuivis en justice. En 1879, il poursuit son activité de journaliste dans deux feuilles de finances et dans "Le Don Fabrice", "L’Estafette", "L’Écho", "Le Bien Public", ect. Il se présente comme candidat aux élections sénatoriales du 5 janvier 1879 mais n’est pas élu. En 1883, il crée à Montidier (Somme), avec l’abbé Chabauty, un hebdomadaire éphémère dont le titre est: "L'Anti-Sémitique". Il porte en sous-titre: "Le Juif, voilà l’ennemi !!!" et est le premier organe en France à avoir pour unique ligne éditoriale le combat contre les juifs. La même année, il publie le premier tome du livre antisémite "Les Rois de la République : Histoire des juiveries" dont le deuxième tome paraît en 1885. Ce livre donne à Chirac, dès sa sortie, une grande notoriété (ce livre est souvent considéré comme le précurseur de "La France juive" de Edouard Drumont) et beaucoup de sympathie de la part des milieux socialistes. Il est en effet, dès la publication du deuxième tome, approché par Benoît Malon, fondateur de la "Revue socialiste", qui voit en lui un continuateurs fidèle de Pierre-Joseph Proudhon et Georges Duchêne, dénonçant comme eux, les « monopoleurs et les accapareurs financiers ». Il lui propose de rejoindre la rédaction dans une lettre écrite le 29 mai 1885 : 

"Mon cher confrère, étant un des plus fervents appréciateurs de votre livre : Les Rois de la république et regrettant que la si utile campagne par vous entreprise ne soit pas continuée, je me suis permis de vous écrire la présente. J’aurai le plaisir à causer avec vous pour vous offrir les colonnes de la Revue socialiste."
Chirac accepte et entame la rédaction d'articles sur l’économie, la spéculation, la finance, le crédit foncier et la religion chrétienne. Il entre à la même époque au journal "Le Ralliement" et publie, en 1886, le livre "La prochaine révolution: Code socialiste" et en 1887 "Les pots de vin parlementaire". Jouissant d'une grande popularité grâce à ses multiples publications, Chirac en viens à collaborer à de plus en plus de journaux comme au "Cri du Peuple", dirigé par Séverine, à "La Voix du Peuple", avec Jules Guesde, Gabriel Deville, Eugène Fournière, Emile Massard, ect., à "L'Égalité" avec Édouard Vaillant et Ernest Granger, sans compter à "L’Action", "L’Attaque", "La Grande Encyclopédie", et des revues comme "L’Idée nouvelle".

En 1886, alors que Édouard Drumont vient de publier "La France Juive", qu'une campagne de presse gigantesque s'est déclenchée et que le livre rencontre un grand succès, Chirac voit dans celui-ci une copie de son livre "Les Rois de la République" et reproche à Drumont de n'avoir à aucun moment fait référence à son travail. Il lui envoie donc une lettre, publiée dans La Revue socialiste:
"Mon cher confrère, à plusieurs reprises, vous proclamez que "nul avant vous depuis Toussenel n'a osé attaquer la formidable force de l'argent, que nul n'a démasqué les juiveries qui ruinent la France" et, là-dessus, vous piétinez sans façon sur mon nom comme sur mes livres. (...) Vous faites profiter la réaction cléricale et monarchique d'une initiative qui est seulement une imitation; vous égarez l'opinion en apposant je ne sais quel pseudo-socialisme chrétien, au seul socialisme qui soit vrai: le socialisme scientifique. (...) Vous voulez une guerre de race au nom d'une caste, je veux une guerre aux agissements juifs au profit de la nation. Or, les agissements juifs, c'est-à-dire l'usure, le parasitisme, le vol, l'anti-socialisme, en un mot, sont tout aussi bien le fait de chrétiens que celui des juifs. (...) Votre guerre de race est une sauvagerie capétienne, voilà tout ! (...) Tout cela prouve, mon cher confrère, qu'il ne s'agit pas seulement de cogner sur le Sémite pour faire croire qu'on est Aryen et, au contraire, que profiter des travaux faits, du chemin tracé et du péril couru par un prédécesseur, sans même le saluer au passage, c'est plus qu'un crime de lèse-courtoisie c'est un sans-façon tout à fait juif."
En août 1887, décrit alors par la police comme "révisionniste, anticapitaliste, révolutionnaire", il participe comme socialiste indépendant au 8e congrès de l'UFC (FTSF - Fédération des travailleurs socialistes de France), fréquente les réunions de la Fédération des Groupes Républicains Socialistes de la Seine et se pose comme radicalement anti-boulangiste.
En 1888, il se voir retirer la garde de ses enfants par le Tribunal civil de Marseille car celui-ci ayant estimé que "depuis de nombreuses années, le sieur Auguste Chirac, que sa position pécuniaire et son genre de vie mettaient hors d’état d’entretenir et d’élever une partie de sa famille". Par la suite, Chirac, qui habite effectivement en banlieue parisienne, souhaite récupérer la garde malgré sa vieillesse, mais sa fille Marie-Louise, arrivée à ses seize ans, réitère le refus strict et formel d’habiter chez son père en raison de sa mère qu’elle ne semble pas aimer et de conversations personnelles qu’elle aurait eu deux ans auparavant avec lui. Ces "conversations" se révèlent être des actes d’incestes de la part de Chirac, celui-ci ayant déclaré, selon le témoignage de Marie-Louise, que "elle lui appartenait de corps et d’âme, qu’il avait tout droit sur elle". Elle rapporte des faits d’agression sexuelle et écrit dans une lettre adressée à la cour de justice : "Il vaudrait mieux que je meure plutôt que de tomber entre ses mains." Va alors se déclencher une campagne de presse dans laquelle Chirac va perdre une partie de son prestige. Eugène Fournière, rédacteur avec lui à La Revue socialiste, va le défendre en accusant les jésuites d’être les responsables de l’affaire et Marie-Louise de souffrir d’hystérie. Il écrit ainsi que "Chirac est la victime du jésuitisme et de l’hystérie combinés". En définitive, Chirac perd la garde de ses 3 enfants mineurs qui sont confiés à son père Joseph Chirac. La même année, il publie les deux tomes du livre "Les brigandages historiques : L’agiotage sous la Troisième République".
En 1889, la Ligue socialiste révolutionnaire investit Chirac comme candidat socialiste de la première circonscription du XIe arrondissement de Paris. Finalement, il ne recueille qu'une dizaine de voix et se désiste en faveur de Jean Allemane. Il est par la suite l'acteur central de "l'affaire Numa Gilly" (député-maire de Nîmes) dans laquelle sont impliquées plusieurs personne dont Élie Peyron et Albert Savine. Chirac apparaît, en effet, comme l’auteur véritable de « Mes dossiers », parus avec le nom de Numa Gilly, compilation de coupures de presse dénonçant la corruption et les petits arrangements de la commission des finances. Après une grande campagne de presse, Chirac écope de trois mois de prison et d'une amende. En 1890, il est assigné devant le tribunal, avec les rédacteurs de L'Égalité, à l'occasion du 1er mai, en raison d'un article relevant de la "provocation à l'insubordination de soldats ou agents de la force armée". Il est condamné à six mois de prison et cent francs d'amende, mais sa plaidoirie réussit à convaincre le jury et il est finalement acquitté. La même année, il publie le livre "Où est l’argent ?" dans lequel il accuse les Rothschild de faire sortir l’or du pays avec la complicité passive du pouvoir politique et judiciaire. Au même moment il se retire dans sa maison forestière à Viroflay et s'adonne à l'écriture de romans comme "L’Agent secret", "Les Trous à la lune", sans compter un petit volume de nouvelles sous le pseudonyme d'Abel d’Ors, et le livre "La femme aux Nymphéas".

En 1892, Chirac, qui continue à fréquenter les milieux socialistes en même temps que les milieux antisémites et nationalistes (qui à cette époque se confondent assez souvent), participe le 14 mai à un grand meeting au Tivoli-Vauxhall (Paris) "contre le renouvellement du privilège de la Banque de France". Durant le meeting, les antisémites les plus influents, Drumont, Morès et Guérin, sont présents ainsi que le socialiste Gustave Rouanet (collaborateur de Chirac à la Revue socialiste) qui déclare que :
"Bien que venant ici comme contradicteur, je ne veux pas combattre entièrement les théories éloquemment défendues à la tribune. Je suis en effet contre le privilège de la Banque de France de même que je suis contre tous les monopoles et tous les privilèges. Mais on a montré jusqu'ici ce que on ne voulait pas, il faudrait maintenant savoir ce que l'on veut. Vous ne voulez pas des juifs, ni moi non plus, et je tiens à affirmer que M. Édouard Drumont, contre lequel toutes les haines bavent, injure en ce moment, est un homme digne de l'estime de tous. Mais nous ne pouvons pas ne pas demander à M. Drumont sur quel terrain nous pouvons nous rencontrer. En France, il n'y a pas que des Juifs et de non-Juifs, il y a des opprimés et des oppresseurs..."
Par la suite, Rouanet est violemment interrompu par la foule et Drumont et Morès doivent s'interposer pour empêcher celle-ci de le violenter (la soirée se finit finalement sans heurts). On peut voir dans ces rapprochement sans ambiguïté avec les antisémites militants, selon l'historienne Sylvie Rémy, le passage d'une "conviction socialiste révolutionnaire teintée d'un antisémitisme essentiellement dirigé contre la famille Rothschild à un antisémitisme militant teinté de socialisme." Ainsi, ses amitiés passent progressivement de Jules Guesde à Édouard Drumont et ses positions concernant le mouvement révisionniste (boulangiste) sont révisés, celui-ci pouvant lui fournir le cadre pour développer ses thèmes (il assiste en 1892 à une réunion des groupes révisionnistes socialistes de France selon un rapport de police).
En 1893, Chirac publie "Si, étude sociale d'après-demain" , quelques brochures antisémites, en 1896 "Le Droit de Vivre: analyse socialiste" et pose sa candidature à l'Académie Française au siège de Léon Say laissé vacant.

### Mise à l'écart et fin de vie
À partir du début de la décennie 1890, il subit une progressive ostracisation au sein des milieux socialistes. Il écrit en effet que:
"Depuis que la Juiverie trône sur le socialisme, « La Petite République » m’est absolument fermée, et aussi la Revue Socialiste dirigée par Rouanet qui cependant « m’aime beaucoup », ainsi que Jaurès me l’affirmait il y a deux ans...et qui ne m’a jamais fait savoir que je ne devais plus me considérer comme un collaborateur "honoraire".

Ainsi, il est réduit à collaborer au journaux qui veulent bien de lui, ceux-là se trouvant être les journaux nationalistes et antisémites comme La Libre Parole ou La Tribune Française au côté de Gyp, Paul Baranton, Raphaël Viau, François Bournand, etc. En 1901, il publie dans La Libre Parole, deux romans, l'un intitulés "La maîtresse d’école" et l'autre "L’Agence des familles : séparations et réconciliations", qui est une satire. En 1902, il publie une brochure intitulé "La France vendue à l'étranger", dans laquelle il signale le danger des acquisitions territoriales par des capitalistes étrangers. A la fin de 1903, il se rapproche de la Comédie-Française et intente un procès pour plagiat à Alexandre Dumas (fils), qu'il accuse de s'être approprié une de ses pièces de théâtre écrite en 1885 intitulée "Francillon" qu'il retrouve quelques années plus tard sous le nom de "Talion". Le procès reste sans suite mais a de l'écho dans la presse parisienne. En 1905, il compile différents textes sociologiques sur une discipline encore jeune : la Sociométrie. Il engage des démarches auprès du Conseil municipal de Paris pour provoquer la création d'une chaire consacrée à cette discipline (démarches qui n'aboutiront pas) et publie une Introduction à la Sociométrie dans laquelle il définit la Sociométrie comme :   
"la science de mesurer l'état économique et social des peuples (afin de relever les erreurs commises en sociologie ou en économie politique), tenter des prévisions… et mettre en lumière l'enchaînement réciproque et l'étroite solidarité des phénomènes de l'ordre économique et moral..."
En 1909, Chirac pose une nouvelle fois sa candidature à l’Académie Française pour occuper le siège vacant de Victorien Sardou (Edouard Drumont, Emile Boutroux, Marcel Prevost, Léon Séché et Paul Vibert sont aussi candidats). Il meurt le 10 octobre 1910 à l'âge de 74 ans, dans sa maison forestière à Viroflay.

## Œuvres
- Une dette d'amour, comédie en 2 actes en vers, Lacroix Verboeckhoven et Cie, 1869
- N'éveillez pas ma fille, comédie en 1 acte, en vers, E. Lachaud, 1872
- La Haute Banque et les Révolutions, Amyot, 1876  - Réédition éditions Adamant Media Corporation, 2006 - Réédition éditions Saint-Rémi, 2012 - Réédition éditions Vigilente, 2020
- Les Rois de la République, histoire des juiveries, P. Arnould, 1883[27]     T1   T2
- La Prochaine Révolution, code socialiste, P. Arnould, 1886
- La vénalité dans le journalisme : Mœurs financières modernes, Bruxelles, 1887
- Les Brigandages historiques. L'agiotage sous la troisième République, 1870-1887, Albert Savine, 1888
- Où est l’argent ?, 1890
- Si, étude sociale d'après-demain, Savine, 1893
- Le Droit de vivre, analyse socialiste, Savine, 1896
- Introduction à la sociométrie, Giard et Brière, 1905